# Schedorhinotermes magnus
Schedorhinotermes magnus es una especie de termita subterránea del género Schedorhinotermes, de la familia Rhinotermitidae, orden Blattodea. Fue descrita por Tsai & Chen en 1963.

## Distribución
Se distribuye por China: Yunnan y Guangxi.

## Tratamiento taxonómico
Fue publicada en Tsai, P.-H. & Chen, N.-S. (1963) New termite from South China. Acta Entomologica Sinica 12, 167–198. [in Chinese].